# Le Soleil dans l'œil
Le Soleil dans l'œil és una pel·lícula francesa del 1962 dirigida per Jacques Bourdon i protagonitzada per Anna Karina. Va participar en la secció oficial del Festival Internacional de Cinema de Sant Sebastià 1962.

## Argument
Emma, de 23 anys, té una relació amb Denis, un home de 35 sense vincles sentimentals. Obté un treball de traductora a Còrsega, on coneix Frédéric, un jove solter que és de vacances i es dedica a pescar amb un vell mariner. Emma aviat s'adapta a la vida local i poc a poc manté una relació amb Frédéric. Tanmateix Denis va a Niça i va amb vaixell a Còrsega, on descobreix la relació entre Emma i Frédéric.

## Repartiment
- Anna Karina - Emma
- Georges Descrières - Denis
- Jacques Perrin - Frédéric
- Nadine Alari
- Charles Blavette
- Jean-Luc Godard
- Jean Rochefort